# فریب (فیلم ۲۰۰۸)
فریب (به انگلیسی: Deception) یک فیلم درام ،هیجان انگیز با بازی ایوان مک‌گرگور، هیو جکمن و میشل ویلیامز، مگی کیو، لیسا گی همیلتون، شارلوت رمپلینگ، لیسا گی همیلتون، خاویر گودینو به کارگردانی مارسل لنگنگر، محصول سال ۲۰۰۸ است.
جاناتان مک کواری ترسو یک حسابدار در منهتن است.  اواخر یک شب، در حالی که در یک شرکت حقوقی مشغول به کار در حسابرسی بود، با یک وکیل کاریزماتیک به نام وایت بوز دوست می شود.  جاناتان که با مترو به خانه می رود، برخورد کوتاهی با یک زن بلوند دارد.
جاناتان و وایات دوستان خوبی می شوند.  وایات برای چند هفته آینده در لندن تجارت دارد، اما به طور تصادفی تلفن های همراه خود را با جاناتان تعویض می کند.  جاناتان با تلفن وایات تماسی از زنی دریافت می‌کند که می‌پرسد آیا او در آن شب آزاد است یا خیر.  او به طور ناگهانی موافقت می کند که او را در یک بار هتل ملاقات کند.  وقتی او می رسد، آنها مستقیماً به اتاق هتل می روند و...